# Ruta Estatal de Nevada 595
La Ruta Estatal de Nevada 595 comprende una sección de Rainbow Boulevard, y una sección arterial sur y norte del área metropolitana de Las Vegas.

## Descripción de la Ruta Estatal
La SR 595 empieza desde la Avenida Tropicana (anteriormente conocida como la terminal occidental de la Ruta Estatal 593 en este cruce) y procede al norte a lo largo de Rainbow Boulevard por alrededor de 5.494 millas de la I-11/US 95 (en la autopista de intercambio localmente conocida como "Rainbow Curve"). El estado mantiene una sección de Rainbow Boulevard y está designada por la Red Nacional de Carreteras.
En enero de 2003, la terminal sur de la SR 595 estaba en la Ruta estatal 160 (Blue Diamond Road, Pahrump Valley Road), dándole a la carreteara una distancia total de 10.846 miles. Para enero de 2006, la carretera ha sido truncada a su terminal actual en la Avenida Tropicana. 

## Rainbow Boulevard
Rainbow Boulevard empieza al sur de Blue Diamond Road (Ruta Estatal de Nevada 160), en el condado de Clark, y continua al norte de Horse Drive en el norte de Las Vegas. Antes de que la construcción de Durango Drive terminase al norte de Blue Diamond Road, Rainbow Boulevard era una de las dos carreteras al oeste de la I-15 que conectaba a Blue Diamond road con las áreas pobladas al norte. La otra carretera fue Industrial Road ahora Dean Martin Drive.